# Pequeño cubicuboctaedro
En geometría, el pequeño cubicuboctaedro es un poliedro uniforme estrellado, indexado como U13. Posee 20 caras (8 triángulos, 6 cuadrados y 6 octógonos), 48 aristas y 24 vértices. Su figura de vértice es un cuadrilátero cruzado.
El pequeño cubicuboctaedro es un facetado del rombicuboctaedro. Sus caras cuadradas y sus caras octogonales son paralelas a las de un cubo, mientras que sus caras triangulares son paralelas a las de un octaedro: de ahí el nombre de cubicuboctaedro. El sufijo pequeño sirve para distinguirlo del gran cubicuboctaedro, que también tiene caras en las direcciones antes mencionadas.

## Poliedros relacionados
Comparte su disposición de vértices con el hexaedro truncado estrellado. Además comparte su disposición de vértices con el rombicuboctaedro (que tiene en común las caras triangulares y 6 caras cuadradas), y con el pequeño rombihexaedro (que tiene en común las caras octogonales).
| Rombicuboctaedro | Pequeño cubicuboctaedro | Pequeño rombihexaedro | Hexaedro truncado estrellado |

## Teselados relacionados

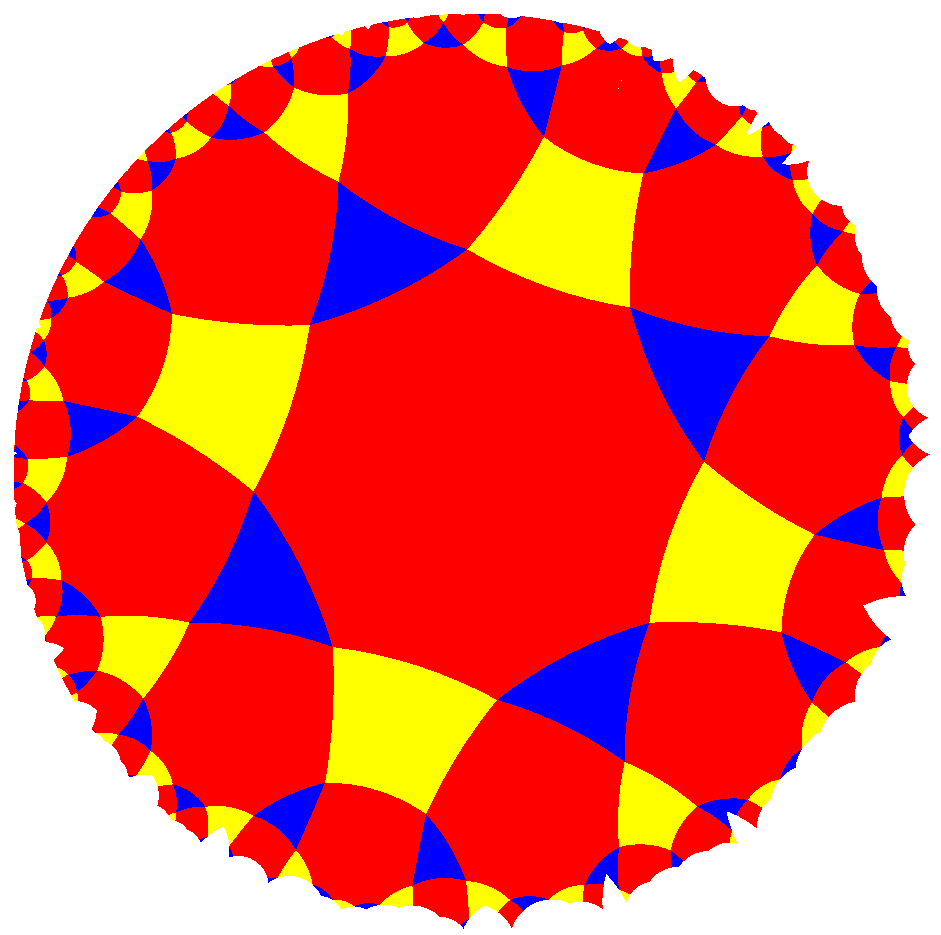
El teselado 3 4 | 4 es la cubierta universal del pequeño cubicuboctaedro.
(Amarillo y rojo invertidos en el teselado, en comparación con el poliedro)

Como sugiere su característica de Euler, el pequeño cubicuboctaedro es un poliedro toroidal de género 3 (es decir, topológicamente, es una superficie de género 3), y por lo tanto puede interpretarse como una inmersión (poliédrica) de una superficie poliédrica de género 3, en el complemento de sus 24 vértices, en el espacio tridimensional. El entorno de cualquier vértice es topológicamente un cono con figura de 8, que no puede producirse en una inmersión. Debe tenerse en cuenta que la referencia de Richter pasa por alto este hecho. El poliedro subyacente (ignorando las auto-intersecciones) define un teselado uniforme de esta superficie, y así el pequeño cubicuboctaedro es un poliedro uniforme. En el lenguaje de los politopos abstractos, el pequeño cubicuboctaedro es una "materialización fiel" de este poliedro toroidal abstracto, lo que significa que es un poliedro no degenerado y que tienen el mismo grupo de simetría. De hecho, cada automorfismo de la superficie abstracta de género 3 con este teselado se realiza mediante una isometría del espacio euclídeo.
Las superficies de género superior (género 2 o superior) admiten una métrica de curvatura constante negativa (por el teorema de uniformización), y el espacio recubridor de la superficie de Riemann resultante es el plano hiperbólico. Los teselados del plano hiperbólico correspondiente tiene la figura de vértice 3.8.4.8 (triángulo, octógono, cuadrado, octógono). Si a la superficie se le da la métrica adecuada de curvatura = −1, el mapa de cobertura es una isometría y, por lo tanto, la figura de vértice abstracta es la misma. Este mosaico puede ser denotado por el símbolo de Wythoff 3 4 | 4, y se representa a la derecha.

El pequeño cubicuboctaedro también se puede interpretar como una inmersión poliédrica (una coloración) de la cuártica de Klein, que es un cociente del teselado triangular de orden-7

De forma alternativa y más sutil, cortando cada cara cuadrada en 2 triángulos y cada cara octogonal en 6 triángulos, el pequeño cubicuboctaedro puede interpretarse como una "coloración" no regular del combinatoriamente "regular" (no solo "uniforme") teselado de la superficie de género 3 por 56 triángulos equiláteros, que se encuentran en 24 vértices, cada uno con grado 7. Este teselado regular es significativo, ya que es una cuártica de Klein, la superficie de género 3 con la métrica más simétrica (los automorfismos de este teselado son iguales a las isometrías de la superficie), y el grupo de automorfismos que conservan la orientación de esta superficie es isomorfo al grupo lineal proyectivo PSL(2,7), equivalente a GL(3,2) (el grupo de orden 168 de todas las orientaciones- conservando las isometrías). Debe tenerse en cuenta que el pequeño cubicuboctaedro "no" es una realización de este poliedro abstracto, ya que solo tiene 24 simetrías que conservan la orientación (no todos los automorfismos abstractos se realizan mediante una isometría euclídea): las isometrías del pequeño cubicuboctaedro conservan no solo el teselado triangular, sino también la coloración, y por lo tanto son un subgrupo propio del grupo de isometría completa.
El teselado correspondiente del plano hiperbólico (la cubierta universal) es el teselado triangular de orden-7. El grupo de automorfismos de la cuártica de Klein se puede aumentar (mediante una simetría que no se realiza mediante una simetría del poliedro, es decir, "intercambiando los dos extremos de las aristas que bisecan los cuadrados y los octaedros) para producir el grupo de Mathieu M24.